# Resseliella tenuis
Resseliella tenuis är en tvåvingeart som först beskrevs av Friedrich Hermann Loew 1850.  Resseliella tenuis ingår i släktet Resseliella och familjen gallmyggor. Inga underarter finns listade i Catalogue of Life.